# Valdar
Valdar è uno o più re leggendari danesi.

## La Saga di Hervör
La Saga di Hervör riporta che Ivar Vidfamne elesse Valdar viceré di Danimarca e gli diede in sposa sua figlia Alfhild. Quando Valdar morì, suo figlio Randver divenne re di Danimarca, mentre suo figlio Harald Hildetand re di Götaland o Gotland. Nella Saga di Hervör compare anche in una poesia insieme ad altri re e le loro nazioni:
(Saga di Hervör)

## LaGuðrúnarkviða II
Si parla di Valdar come di un re dei Danesi nella Guðrúnarkviða II (strofa 19):
(Guðrúnarkviða II in lingua originale)

## LoHversu Noregr byggðist
Secondo lo Hversu Noregr byggðist, un certo Valdar era figlio di Roar (Hroðgar) della casa di Skjöldung/Scylding; questa fonte dice perciò Valdar padre di Harald il Vecchio, il padre di Halfdan il Valoroso padre di Ivar Vidfamne. Se questo Valdar è lo stesso Valdar della Saga di Hervör, questo testo aggiunge quattro generazioni (Harald il Vecchio, Halfdan il Valoroso, Ivar Vidfamne e Alfhild/Auðr figlia di Ivar, madre di Harald Hildetand secondo tutte le fonti) tra Valdar e Harald Hildetand, che era il figlio di Valdar secondo la Saga di Hervör.

## LaSaga degli Skjöldungar
La Saga degli Skjöldungar narra che un certo Valdar mise in discussione il fatto che Rörek cugino di Helgi succedesse a Hrólfr Kraki come re dei Daner. Dopo una guerra tra i due, Rörek mantenne la Zelanda mentre Valdar ebbe la Scania. Se ci si basa sulla stessa tradizione dello Hversu Noregr byggðist, Valdar aveva il diritto di reclamare il trono, essendo il figlio di un precedente re, Hróarr (Hroðgar), zio di Hrólfr Kraki.